# 디지털 만화
디지털 만화(digital漫畫, 영어: digital comic) 또는 전자 만화(電子漫畫, 영어: electronic comic 일렉트로닉 코믹[*], e-comic 이코믹[*])은 인쇄물과는 다르게 디지털로 발간되는 만화이다. 디지털 만화는 모바일 만화 형식을 가지고 있다. 웹 만화는 디지털 만화의 범주에 들어가며, 대한민국에서는 웹툰이라는 독자적인 형식의 웹 만화가 존재한다.

## 역사
스마트폰, 태블릿 및 데스크톱 화면 읽기의 사용이 증가하게 되자 주요 출판사는 만화책, 그래픽 노블 및 일본 만화를 디지털 형식으로 발표하기 시작했다. 판매 및 저작권 위반이 감소하게 되자 일부 출판사는 이들의 만화를 출판할 수 있는 새로운 방법을 찾게 되었다. 반면에, 다른 출판사들은 그저 디지털 시대에 적응하면서 인쇄물 형식의 만화로 여전히 큰 성공을 거두고 있다. 현지 만화와 망가를 위해 디지털 출판 플랫폼을 창출하려는 미국 출판사의 시도는 성공적인 디지털 플랫폼의 좋은 전략이 부족하며 불법 스캔 번역본의 영향으로 수익에 문제가 겪었던 일본에서의 디지털 만화 출판 시도보다 훨씬 성공적이었다. 일본에서도 일부 시도가 있었지만 JManga처럼 실패하게 되었다. 반면, 200개 이상 국가에서 배포하기 위해 Hachette Book Group에 참여한 Square Enix 디지털 출판 업체의 경우처럼, 다른 기업들은 더 큰 세계적인 배급업체와 합병했다. Graphicly와 같은 일부 서부의 유명한 플랫폼은 자체 출판 플랫폼인 Blurb이 고용한 창작자로 인해 문을 닫게 되었다. Daum과 Naver와 같은 한국의 사이트는 웹툰 창출로 성공을 이루었다.

## 아시아
아시아 국가의 디지털 만화는 주로 스마트폰으로 출판물을 읽는 독자들에게 아주 유명해지게 되었으며 만화를 창작하는 장벽을 낮추었다. 일부 국가에서, 디지털 만화는 이들이 존중하는 국가 산업을 재활성화하거나 이전에는 존재하지 않았던 것을 창작하기도 한다.
중국의 디지털 만화는 “웹 중국 만화”라고 알려져 있으며, 해당 국가의 수많은 대형 인터넷 업체는 작가가 작품을 제출하고 독자가 무료로 출판물을 읽을 수 있는 플랫폼을 창출했다. 예를 들어, "U17"가 있다. 이러한 만화에 대한 무료 접근 권한과 출판물을 무료로 읽을 수 있던 덕분에, 만화 산업은 중국과 타이완 모두에서 수익과 창작에 급증을 보여주었다. 이러한 플랫폼에서, 백만 이상의 “유료 구독/보기”를 가진 “플라티넘 저자”라고 불리는 사람들이 만든 만화가 생겼으며 가장 성공적인 것 중 하나가 "端脑" 이다(영어 버전은 "Die Now"이다). 이 하나의 만화 시리즈가 2,109,000,000(21억 9천만 뷰)를 가지고 있다. 이 웹 중국 만화 저자 팀은 미국 평균 수입의 10배 이상을 벌었다. 최근 몇 년간, 여러 웹 중국 만화가 일본 애니메이션 산업과 공동 프로덕션을 하여 애니메이션 시리즈에 채택되었다.
일본의 웹 일본 만화는 많은 만화가들이 기존 출판업체에서 벗어나서 이미지 호스팅 사이트와 소셜 미디어에 자신의 원본 작품을 업로드하면서 차츰 분발하고 있다. 또한, 많은 대형 출판사는 웹 매거진이 기존 인쇄 작업과 함께 발매되도록 디지털 잡지 및 웹 사이트 운영을 시작했다. 다른 아시아 국가의 디지털 만화와 다르게, 웹 일본 만화는 인근 국가에서 출시되는 출판물과 대조적으로 디지털로 출시되더라도 거의 항상 컬러보다는 흑백으로 출시된다.
한국의 만화 산업은 해당 국가의 만화 산업에 새로운 활력을 주는 데 도움이 된 웹툰이라 불리는 만화를 위한 자체 오리지널 형식을 창출했다. 이전에는 번역된 만화의 대중성과 현지 출판물에 대한 지원 부족으로, 업계는 도약하는 것과 독자들 사이에서 인기를 얻는 데 어려움을 겪었다. 웹툰은 한국의 새로운 독자들과 팬들을 가져왔을 뿐만 아니라 세계적이게 됐다. 심지어 웹툰의 인기는 다른 국가에 있는 작가들이 자신의 만화를 공개하는 형식을 채택하게 이끌었다.

## 같이 보기
- 웹 만화
- 웹툰